# ハライチのYAMi
『ハライチのYAMi』（ハライチのヤミ）は、smash.で2021年6月10日から無料で配信されているバラエティ番組である。

## 概要
佐久間宣行が総合プロデュース、ハライチがMCを務めるsmash.オリジナルバラエティシリーズ。
ゴリゴリのお笑いから、岩井考案のアニメ、ゲーム、アイドルの世界とのディープなコラボ企画まで、自由度maxなsmash.でハライチに自由にやってもらう、新感覚バラエティ。
タイトルの”YAMi”には、「闇」、「病み（つき）」、「Yummy」など様々な由来がある。

## 出演者
MC
- ハライチ（岩井勇気・澤部佑）

## 放送リスト

### 2021年
| 回 | 配信日  | 放送内容                     | ゲスト                                         | 備考                 |
| -- | ------- | ---------------------------- | ---------------------------------------------- | -------------------- |
| 1  | 6月10日 | こんなOP嫌だ                 | 賀屋壮也（かが屋）・渡辺隆（錦鯉）・岡野陽一   | ゲストは写真のみ出演 |
| ２ | 6月17日 | 芸能界毒だし闇エステ【前編】 | 森田哲矢（さらば青春の光）・ラランド・木下彩音 |                      |
| ３ | 6月24日 | 芸能界毒だし闇エステ【後編】 | サンシャイン池崎                               |                      |
|    |         | 第一回 ギャル漫グランプリ    | 小宮浩信（三四郎）                             |                      |
|    |         | 最高のアニメ予告を作ろう     | 賀屋壮也（かが屋）・渡辺隆（錦鯉）・岡野陽一   |                      |

## スタッフ
- ナレーター - 内田真礼
- 照明 - 佐藤宗史
- 音声 - 戸部政明
- 美術デザイン - 小泉博康
- 美術プロデューサー - 羽田一成
- アニメーション - ニイルセン、jimmy
- カラリスト - 宮下蔵
- MA - 田村佑資
- 音響効果 - 小田切暁
- 衣装協力 - Desert Show
- 技術協力 - Joint 1
- コンテンツプロデューサー - 松岡敦司、岩田隆佑、増谷玲
- 制作協力 - sukima
- 演出 - 住谷崇
- 脚本 - オークラ
- エグゼクティブプロデューサー - 前田裕二
- 制作・著作 - smash.